# Oligosita aquatica
Oligosita aquatica är en stekelart som först beskrevs av Jean-Jacques Kieffer 1910.  Oligosita aquatica ingår i släktet Oligosita och familjen hårstrimsteklar. Inga underarter finns listade i Catalogue of Life.